# Szent Sír Lovagrend

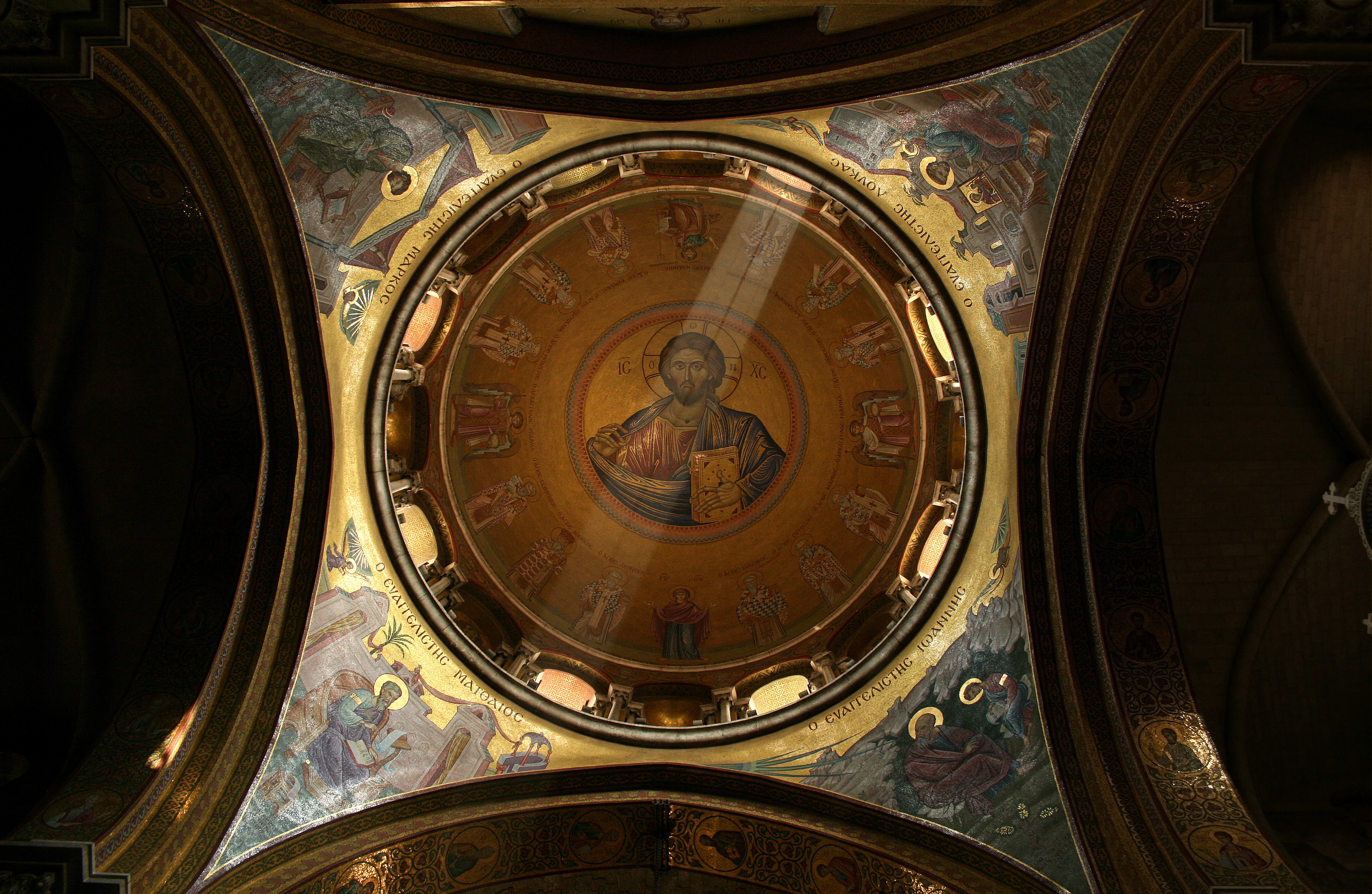
A Szent Sír-templom Katholikonja Jeruzsálemben

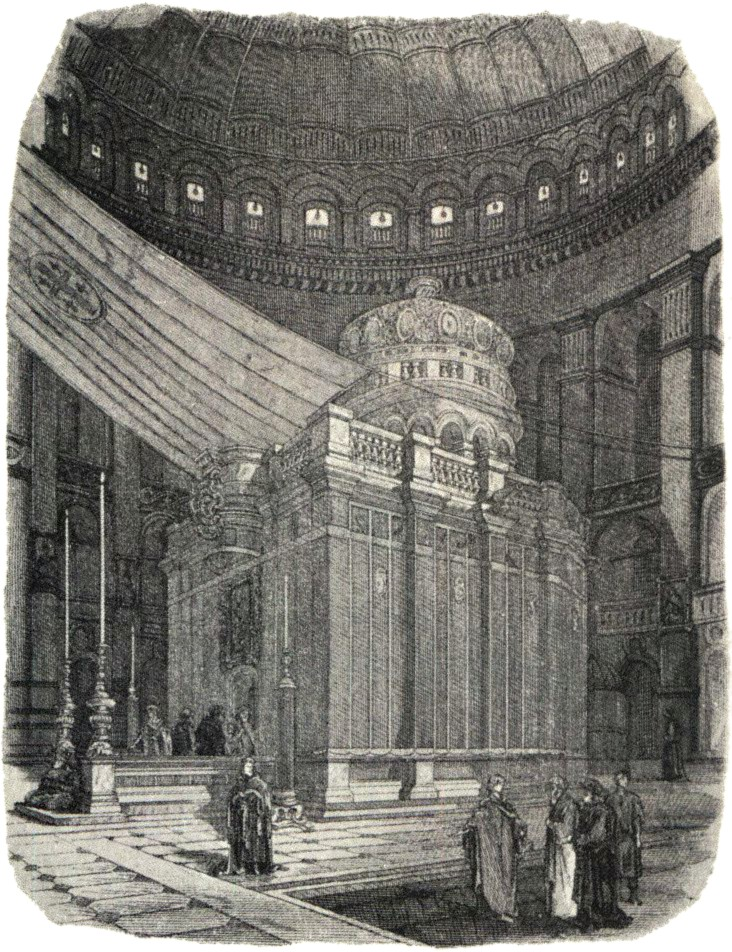
A Szent Sír Temploma (Jeruzsálem)

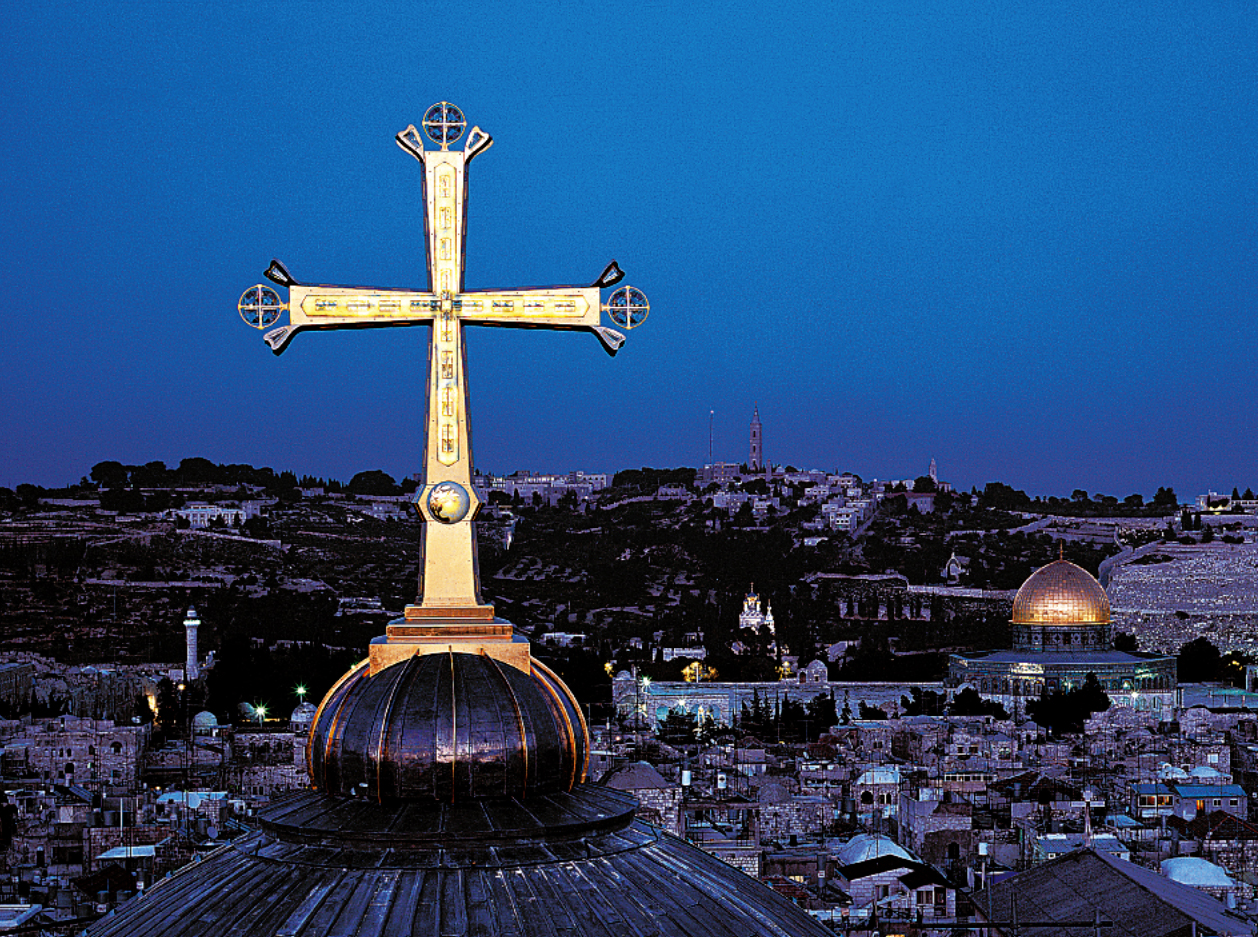
A mai Szent Sír Templom fénykeresztje (Jeruzsálem)

A Szent Sír Lovagrend (teljes nevén Jeruzsálemi Szent Sír Lovagrend, latinul: Ordo Equestris Sancti Sepulchri Hierosolymitani, rövidítése: O.E.S.S.H.) egy egyházi lovagrend.

## Előzmények
Arab, perzsa és török dúlások után, 1099-ben, amikor Jeruzsálemet visszafoglalták a keresztesek, kezdődött meg a Szent Sír templomának helyreállítása, majd újjáépítése.
Bouillon Gottfried (sz. 1060 körül) volt a keresztes hadjáratok vezére 1095-től 1099-ig. Jeruzsálem visszafoglalása után felajánlották neki a királyi címet, mint a városállam első keresztény uralkodójának. Ő a címet nem, csak a hatalmat fogadta el, és felvette az Advocatus Sancti Sepulchri: a Szent Sír Védelmezője címet.
Bouillon 1100. július 18-án halt meg, a Szent Sír templomában temették el. Még halála előtt lovagokat állított a Szent Sír őrzésére.

## Középkor
A rend alapításának pontos idejét nem ismerjük, létrejöttében szerepet játszott a johannita és a templomos lovagrend megalakítása.
A lovagrend már 1103-as forrásokban előfordul, 1114-ben pedig már Jeruzsálemi Szent Sír Lovagrend néven említik. A pápa hivatalosan 1122-ben ismerte el a Rendet.
A Rend Hippói Szent Ágoston reguláját követi, fő feladatuk a Szent Sír őrzése, illetve a szentföldi zarándokok védelme.
A lovagok felavatása mindig a Szent Sírnál történik.
1160-ban a pápa együttesen határozta meg a Szent Sír Lovagrend, a Templomos Lovagrend és a Johannita Lovagrend jogait.
1291-ben, amikor Jeruzsálem megszűnt mint latin királyság, a keresztes lovagrendek maradványai Európába húzódtak vissza, főként Spanyolországba.
Még az 1400-as években is virágzott a Rend, annak ellenére, hogy eredeti célja, a Szent Sír őrzése tulajdonképpen megszűnt. 1459-ben a pápa fel is oszlatta a Rendet, majd 1489-ben a Rendből már kiszakított Szent Sírról Nevezett Szabályozott Kanonokok Rendjét egybeolvasztotta a Máltai Lovagrenddel, és a Nagymesteri címet is a Máltaiakra ruházta át.
1496-ban aztán a következő pápa újjáélesztette a Szent Sír Lovagrendet, Nagymesteréül a mindenkori pápát jelölve meg.

## Újkor

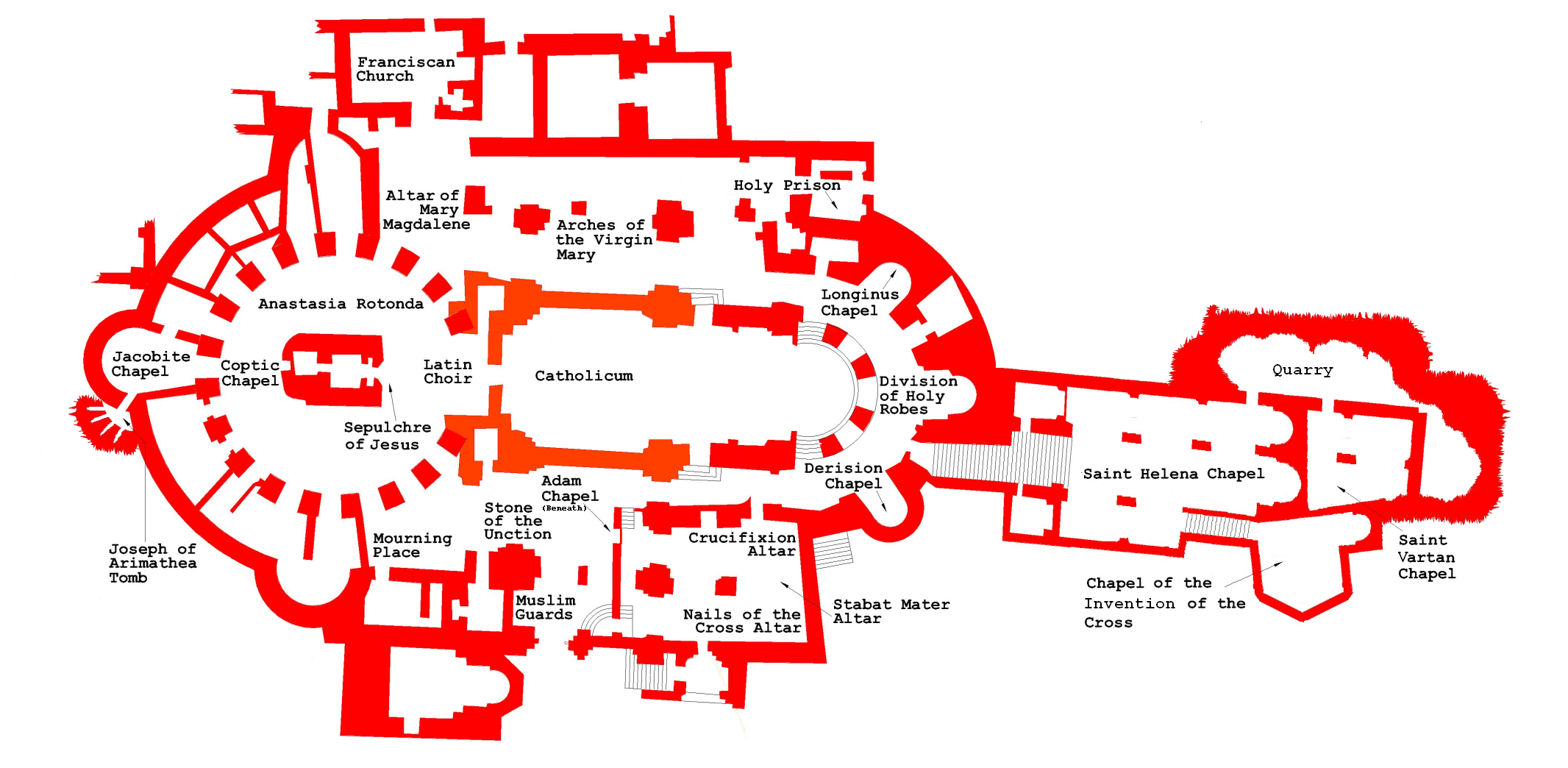
A Szent Sír Templomának alaprajza

1801-ben, amikor a párizsi érsek a Forradalom elől a Francia Nemzeti Könyvtárba menekített, IX. Szent Lajos francia király által 1239-ben Párizsba hozott Passióereklyéket (Töviskorona, a Szent Kereszt egy darabja, egy szeg a keresztből) a Notre Dame-ba vitette, őrzésüket a Szent Sír Lovagrendre bízta. A Lovagrend ezt a feladatát napjainkban is ellátja.
1847-ben, miután visszaállt a Jeruzsálemi Latin Patriarkátus, a pápa átszervezte a Szent Sír Lovagrendet is, és 1868-ban három osztályra osztotta: nyakékes lovagok és dámák, lovagok, dámák.
1928-tól a Rend nagymesteri széke Rómában, nagyperjeli széke pedig Jeruzsálemben jelölődött ki.
1994. január 21. Pápai bulla hirdette ki, miszerint a Rend védőszentje: Szűz Mária.
2004-ben negyven országban több mint huszonegyezer lovag és dáma fejt ki kulturális és szociális tevékenységet.

## A Rend jelvényei
Fehér alapon vérvörös talpaskereszt, melyhez négy, hasonló színű kisebb talpaskereszt csatlakozik. Az öt kereszt Jézus öt sebét jelképezi.

## A RendMagyarországon

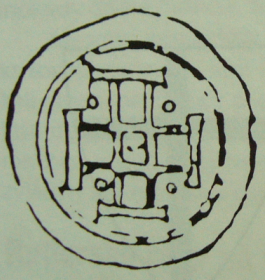
II. Endre érme a Szent Sír lovagokra emlékeztető jelképekkel

- 1135-ből való az első írásos dokumentum.
- 1207. II. András adományai.

Magyarországon a következő helyeken voltak rendházak: Bienkó, Glogonca, Hunfalva, Komlós, Landek, Sámson, Végles, Thenő.
- 1930-tól Magyarország önálló tartomány.
- 1991. szeptember 14. Újjáalakul a magyar Főbiztosság.
- 1998. június 1. Megalakul a Magyarországi Helytartóság.
- 1998. november 30-án a Magyar Köztársaság együttműködési megállapodást kötött a Jeruzsálemi Szent Sír Lovagrenddel. Ennek következtében a Rend magyarországi helytartósága tagja lett a Magyarországon akkreditált Diplomáciai Testületnek.
- A Magyar Helytartóság amellett, hogy részt vesz a nemzetközileg koordinált szentföldi projektekben, speciális feladatot is vállal: a Magyarországon katolikus papnak készülő fiatalokat támogatja abban, hogy lehetőleg még tanulmányaik idején eljussanak a Szentföldre. A Magyar Helytartóság 2001-ben Miles Christi címmel rendi ima- és énekeskönyvet, 2005-ben teljes Sematizmust jelentetett meg, s még abban az évben Jeruzsálemi Füzetek címmel sorozatot indított a Szent István Társulatnál.
- Ma mintegy hatvan tagot számlál a Rend Magyarországi Helytartósága. (2004-es adat) Kápolnájuk a Hermina úton található.

## Ajánlott irodalom
- Miles Christi (Szent István Társulat, Bp., 2001)

## Külső hivatkozás
- A Jeruzsálemi Szent Sír Lovagrend honlapja (magyar)
- A Jeruzsálemi Szent Sír Lovagrend nemzetközi honlapja (olasz)
- Interjú Tringer Lászlóval, a Jeruzsálemi Szent Sír Lovagrend magyarországi helytartójával[halott link] (Vatikáni Rádió)
- Magyar Kurír: Tringer László: A lovagi eszmény spiritualizálódott
- Csordás Eörs koadjutor nagyperjel: Hetente frissülő homíliavázlat (magyar, német)